# Fouilloy (Oise)
Fouilloy ist eine französische Gemeinde mit 217 Einwohnern (Stand 1. Januar 2022) im Département Oise in der Region Hauts-de-France. Die Gemeinde liegt im Arrondissement Beauvais und ist Teil der Communauté de communes de la Picardie Verte und des Kantons Grandvilliers.

## Geographie
Die Gemeinde an der Grenze des Départements zum Département Somme liegt rund acht Kilometer südöstlich von Aumale an der früheren Route nationale 15bis. Das Gemeindegebiet wird von der Bahnstrecke von Amiens nach Rouen durchzogen, die in Fouilloy einen Haltepunkt hat. Im Westen der Gemeinde liegt das Schloss Le Vallalet.

## Geschichte
Die Gemeinde wurde mit dem Croix de guerre 1914–1918 ausgezeichnet.

## Einwohner
| 1962 | 1968 | 1975 | 1982 | 1990 | 1999 | 2006 | 2011 |
| ---- | ---- | ---- | ---- | ---- | ---- | ---- | ---- |
| 269  | 284  | 255  | 206  | 177  | 194  | 199  | 210  |